# OGLE-2003-BLG-235/MOA-2003-BLG-53
OGLE-2003-BLG-235/MOA 2003-BLG-53은 2003년 7월에 궁수자리의 천체들을 대상으로 했던, 중력 렌즈 관측 사건이다. 이 사건은 OGLE 프로젝트와 MOA의 공동 작업으로 수행되었는데, 주관자가 둘이기 때문에 명칭도 두 개를 동시에 기입하였다.

## 원래의 항성
이 사건의 원천 항성은 은하 팽대부에 있는, 지구에서 약 29,000광년 떨어진 곳에 있는 분광형 G의 주계열성이다. 렌즈 항성은 K형 주계열성으로, 가스 행성 1개를 거느리고 있다.

## 렌즈 항성

### 항성
OGLE-2003-BLG-235L/MOA-2003-BLG-53L은 렌즈 항성이다. 2004년 이 항성이 원천 항성의 앞을 지나가면서 보여 준 광도곡선을 분석한 결과, 항성질량의 0.0039배에 이르는 행성을 거느리고 있는 것으로 밝혀졌다. 이 정도 질량은 가스 행성 수준이다. 과학자들은 처음에는 OGLE-2003-BLG-235L/MOA-2003-BLG-53L을 적색 왜성으로 생각했는데, 그 이유는 적색 왜성은 우주에서 가장 흔한 종류의 항성이기 때문이다.
2006년 원천 항성과 렌즈 항성은 지구에서 바라보았을 때 서로 분리되어 보이기 때문에, 각자의 광도곡선도 분리하여 기록해야 할 필요가 생겼다. 허블 우주 망원경은 렌즈 항성의 밝기가 원래 생각했던 것과는 달리 더 밝은 K형 오렌지색 왜성(태양질량의 0.63배)임을 확인했는데, 이 정도 질량은 은하계에 있는 항성들의 평균 질량보다 큰 값이다. 렌즈 항성의 분광형을 통해 지구에서 항성까지의 거리를 알 수 있게 되었는데, 구체적인 값은 약 19,000광년이다.

### 행성
OGLE-2003-BLG-235Lb는 2004년 OGLE과 MOA의 협동작업으로 발견된 외계 행성이다. 이 행성의 질량으로 미루어 보아 목성과 비슷한 가스 행성일 것으로 추측하고 있다. 어머니 항성으로부터는 약 4.3 천문단위 떨어져 있다.

## 같이 보기
- 광학 중력 렌즈 실험